# No Angel
No Angel é o álbum de estreia da cantora inglesa Dido, lançado em 1999. O álbum foi um sucesso e vendeu mais de 21 milhões de cópias no mundo inteiro.

## Faixas
| N.º | Título              | Compositor(es)                                          | Produtor                            | Duração |  |
| 1.  | "Here With Me"      | Dido Armstrong, Paul Statham, Pascal Gabriel            | Dido, Rick Nowels                   | 4:14    |  |
| 2.  | "Hunter"            | D. Armstrong, Rollo Armstrong                           | Dido, R. Nowels                     | 3:57    |  |
| 3.  | "Don't Think of Me" | D. Armstrong, R. Armstrong, Pauline Taylor, Paul Herman | Martin Glover                       | 4:32    |  |
| 4.  | "My Lover's Gone"   | D. Armstrong, Jamie Catto                               | Duncan Bridgeman, Jamie Catto, Dido | 4:27    |  |
| 5.  | "All You Want"      | D. Armstrong, P. Herman, R. Armstrong                   | Dido, R. Nowels                     | 3:53    |  |
| 6.  | "Thank You"         | D. Armstrong, P. Herman                                 | Rollo, Dido                         | 3:38    |  |
| 7.  | "Honestly OK"       | D. Armstrong, Matty Benbrook, R. Armstrong              | Rollo, Dido                         | 4:37    |  |
| 8.  | "Slide"             | D. Armstrong, P. Herman                                 | Rollo, Dido                         | 4:53    |  |
| 9.  | "Isobel"            | D. Armstrong, R. Armstrong                              | Rollo, Dido                         | 3:54    |  |
| 10. | "I'm No Angel"      | D. Armstrong, P. Statham, P. Gabriel                    | Rollo, Dido                         | 3:55    |  |
| 11. | "My Life"           | D. Armstrong, R. Armstrong, Mark Bates                  | Rollo, Dido                         | 3:09    |  |

| Faixa Bônus |                |                               |                           |         |  |
| N.º         | Título         | Compositor(es)                | Produtor                  | Duração |  |
| 12.         | "Take My Hand" | D. Armstrong, Richard Dekkard | Rollo, Dido, Sister Bliss | 6:42    |  |

## Certificações
| Parada / País                 | Posição | Certificação | Vendas      |
| ----------------------------- | ------- | ------------ | ----------- |
| Billboard 200                 | 4       | 4× Platina   |             |
| Billboard Top Internet Albums | 2       | 4× Platina   |             |
| European Top 100 Albums       | 1       | 5× Platina   | 5 milhões   |
| Argentina                     | —       | Platina      |             |
| ARIA Charts                   | 1       | 6× Platina   |             |
| Áustria                       | 1       | Platina      |             |
| Brasil - ABPD                 | —       | Platina      | 250,000     |
| Canadian Albums Chart         | 4       | 4× Platina   | 400,000     |
| Dinamarca                     | 2       | Platina      | 30,000      |
| Finlândia                     | 1       | Platina      | 51,514      |
| França                        | 1       | Diamante     | 1.2 milhões |
| Media Control Charts          | 2       | 3× Ouro      | 450,000     |
| México                        | 4       | Platina      | 150,000     |
| Megacharts                    | 3       | Platina      | 80,000      |
| RIANZ                         | 1       | 5× Platina   | 75,000      |
| Noruega                       | 1       | Platina      | 40,000      |
| Suécia                        | 2       | Platina      | 60,000      |
| Suíça                         | 2       | 3× Platina   | 120,000     |
| UK Albums Chart               | 1       | 9× Platina   | 3,031,608   |